# James Montgomery Flagg
James Montgomery Flagg (18. juni 1877 – 27. maj 1960) var en amerikansk kunstner og illustrator. Han er bedst kendt for sine politiske plakater, men har arbejdede desuden med alt fra kunstmaling til tegneserier.

## Liv og karriere
Flagg blev født i Pelham Manor, New York. Han var allerede en begejstret tegner som ganske ung, og havde i en alder af 12 år, allerede fået bragt flere af sine illustrationer i nationale magasiner. Som 14-årig blev han tilknyttet, som tegner, til det satiriske magasin LIFE. Det efterfølgende år blev han ansat på et andet magasin, Judge. Fra 1894 frem til 1898 var Flagg studerende på kunstskolen Art Students League of New York. Han studerede senere fin kunst i London og Paris fra 1898–1900. Efterfølgende rejste han tilbage til USA, hvor han producerede utallige illustrationer for bøger, magasinforsider, politiske og humoristiske illustrationer og reklamer. Blandt hans kreationer var en tegneserie, der blev bragt jævnligt i Judge fra 1903 til 1907, om en vagabonden Nervy Nat.
I 1915 underskrev han en aftale med reklamebureauet Calkins og Holden, hvor han skulle fremstille reklamer for Edison Photo og Adler Rochester Overcoats, men på den betingelse, at hans navn ikke ville blive knyttet til annonceringen.
Han udarbejdede sit mest kendte værk i 1917, hvor han designede en hvervnings plakat for det amerikanske hær under første verdenskrig. Den viser Uncle Sam, der peger på beskueren (inspireret af den britiske hvervnings plakat, "Wants You", fra 1914) med teksten, "I Want YOU for U.S. Army" (dansk: "Jeg har brug for DIG til den amerikanske hær"). Den blev fremstillet i over fire millioner kopier i løbet af første verdenskrig, og blev genbrugt ifbm. anden verdenskrig. Flagg brugte sit eget ansigt som model for Uncle Sam (tilføjet hvidt skæg og gjort ældre), udtalte han senere, med den simple baggrund, at han ønskede at undgå besværet med at arrangere en model. Præsident Franklin D. Roosevelt roste senere Flaggs opfindsomhed, fordi han brugte sit eget ansigt som model. Et fåtal af gange, havde Flagg dog sin nabo, Walter Botts, til at posere som Uncle Sam.
Ved karrierens højdepunkt, var Flagg den højest betalte bladtegner i USA. I 1946 udgav Flagg sin selvbiografi; Roses and Buckshot. Udover sit arbejde som bladtegner, malede han også portrætter, der var inspireret af John Singer Sargents stil. Portrætterne omfatter blandt andet Mark Twain, Ethel Barrymore og Jack Dempsey, hvor sidstnævnte i dag er udstillet i den store sal i det Nationale Portræt Museum. I 1948 deltog han i en annonce for det amerikanske ølmærke Pabst Blue Ribbon, hvor han bliver fremstillet som en illustrator, med en ung dame ved siden af, og én åben flaske samt to fyldte glas foran dem.
James Montgomery Flagg døde i New York City og blev efterfølgende begravet i Woodlawn Cemetery.
Fort Knox, Kentucky, har en plads, der er opkaldt og dedikeret til James Flagg. Den er navngivet "Flagg Field" og er beliggende bag Fort Knox Hotel.
Flagg brugte sine somre i Biddeford Pool, Maine og hans hjem, James Montgomery Flagg House, blev tilføjet til det Nationale Register for Historiske Lokaliteter i 1980.

## Galleri
- The Smart Set (Magasinforside) 1911
- Flagg's kendte "Uncle Sam hvervnings plakat"
- Uncle Sam Boys and Girls! Krigsplakat i 1917
- Uncle Sam med en tom statskasse
- Columbia opfordrer til at plante sejrshaver
- The Navy Needs You! Don't Read American History, Make It! 
(dansk: Flåden har brug for dig. Læs ikke USA's historie. Skab den!)
- Wake Up America, Civilization Calls Every Man Woman and Child!
- Sammen vinder vi
(Første verdenskrig)
- Anden verdenskrig: Plakat af Uncle Sam fra den amerikanske hær, hvor han holder en svensknøgle. Sandsynligvis udgivet mellem VE-dag og VJ-dag.